# David Nádvornik
David Nádvornik (* 1987 in Heidelberg) ist ein deutscher Schauspieler, Sänger und Musicaldarsteller.

## Leben
David Nádvornik wuchs in Bonn auf. Über verschiedene Hospitanzen am Theater Bonn kam er zur Schauspielerei.
Seine Schauspielausbildung absolvierte er von 2008 bis 2012 an der Hochschule für Musik und Theater Rostock (HMT Rostock), wo er sein Studium mit dem Diplom abschloss. Während seiner Ausbildung spielte er u. a. am Volkstheater Rostock und bei freien Theaterensembles. Beim Theatertreffen deutschsprachiger Schauspielstudierender in Hamburg erhielt er 2011 den Ensemblepreis für seine Mitwirkung in Jens Poths Inszenierung des Bulgakow-Romans Der Meister und Margarita der HMT Rostock, in der er die Rolle des Iwan Besdomny verkörperte.
Ab der Spielzeit 2012/13 war er für zwei Spielzeiten bis 2014 festes Ensemblemitglied am Theater Magdeburg, wo er unter anderem den Hakenfinger-Jakob in Brecht/Weills Die Dreigroschenoper, Sebastian in Was ihr wollt, Miriams Lover Koschke in Sonnenallee sowie in Die heilige Johanna der Schlachthöfe und in mehreren Produktionen des Kinder- und Jugendtheaters spielte.
Seit 2014 arbeitet er als freiberuflicher Schauspieler. 2014 trat er am Altonaer Theater in der Hauptrolle des 17-jährigen Francis in Georg Münzels Inszenierung des Bestsellerromans Fast Genial, die 2015 den Rolf-Mares-Preis erhielt, auf. Von 2014 bis 2016 spielte er die Rolle des Stuart Sutcliffe in Backbeat - Die Beatles in Hamburg, zunächst am Altonaer Theater, anschließend am Theater am Kurfürstendamm in Berlin. 2015 gastierte er bei den Burgfestspielen Jagsthausen, wo er u. a. als Streber Melworm in Die Feuerzangenbowle und als Fedja im Musical Anatevka zu sehen war. 2016/17 spielte er am Operettenhaus Hamburg als Erstbesetzung den Steve im Udo-Lindenberg-Musical Hinterm Horizont. 2018 gastierte er mit der Produktion Backbeat - Die Beatles in Hamburg bei den Festspielen Heppenheim. In der Spielzeit 2019/20 trat er am Altonaer Theater als Will Shakespeare in einer Bühnenfassung des Kinoerfolgs Shakespeare in Love auf.
In den beiden Musicalproduktionen Ku’damm 56 – Das Musical (2021) und Ku’damm 59 – Das Musical (2024) übernahm er die Rolle des Joachim Franck.
David Nádvornik stand auch für einige Film- und TV-Produktionen vor der Kamera. Im Jahr 2011 wurde er beim 19. Rostocker Filmfest mit dem Preis als „Bester Darsteller“ für seine Rolle in dem Kurzfilm Ein Baum ausgezeichnet. In der 17. Staffel der ZDF-Serie SOKO Wismar (2021) übernahm er eine der Episodenrollen als neuer Lebensgefährte einer brutal getöteten Notärztin.
David Nádvornik ist auch als Gitarrist, Sänger und Synchronsprecher tätig. Seit 2022 spricht er im Mystery-Hörspiel-Podcast Forever Club, den der WDR produziert, die Hauptrolle des Vergil.
Nádvornik, der seit 2017 in Berlin lebt, ist mit der Schauspielerin Josephin Busch verheiratet, mit der er eine gemeinsame Tochter hat.

## Filmografie (Auswahl)
- 2010: Ein Baum (Kurzfilm)
- 2013: Jedes Jahr im Juni (Fernsehfilm)
- 2019: The Horseman (Kurzfilm)
- 2021: SOKO Wismar: Tod einer Notärztin (Fernsehserie, eine Folge)

## Musicals (Auswahl)
- 2013: Kiss me, Kate, Theater Magdeburg, Rolle: Ganove
- 2014: Backbeat, Altonaer Theater, Hamburg, Rolle: Stuart Sutcliffe
- 2015: Anatevka, Burgfestspiele Jagsthausen, Rolle: Fedjazu
- 2016: Hinterm Horizont, Operettenhaus Hamburg, Rolle: Steve
- 2021: Ku’damm 56 – Das Musical, Theater des Westens, Berlin, Rolle: Joachim Franck
- 2024: Ku’damm 59 – Das Musical, Theater des Westens, Berlin, Rolle: Joachim Franck

## Hörspiele
- 2022: Forever Club – Mystery-Hörspiel-Podcast von Jette Volland, WDR[9]
- 2025: Forever Club – Mystery-Hörspiel-Podcast – Staffel 2 von Jette Volland, WDR